# Erfurt-Formation

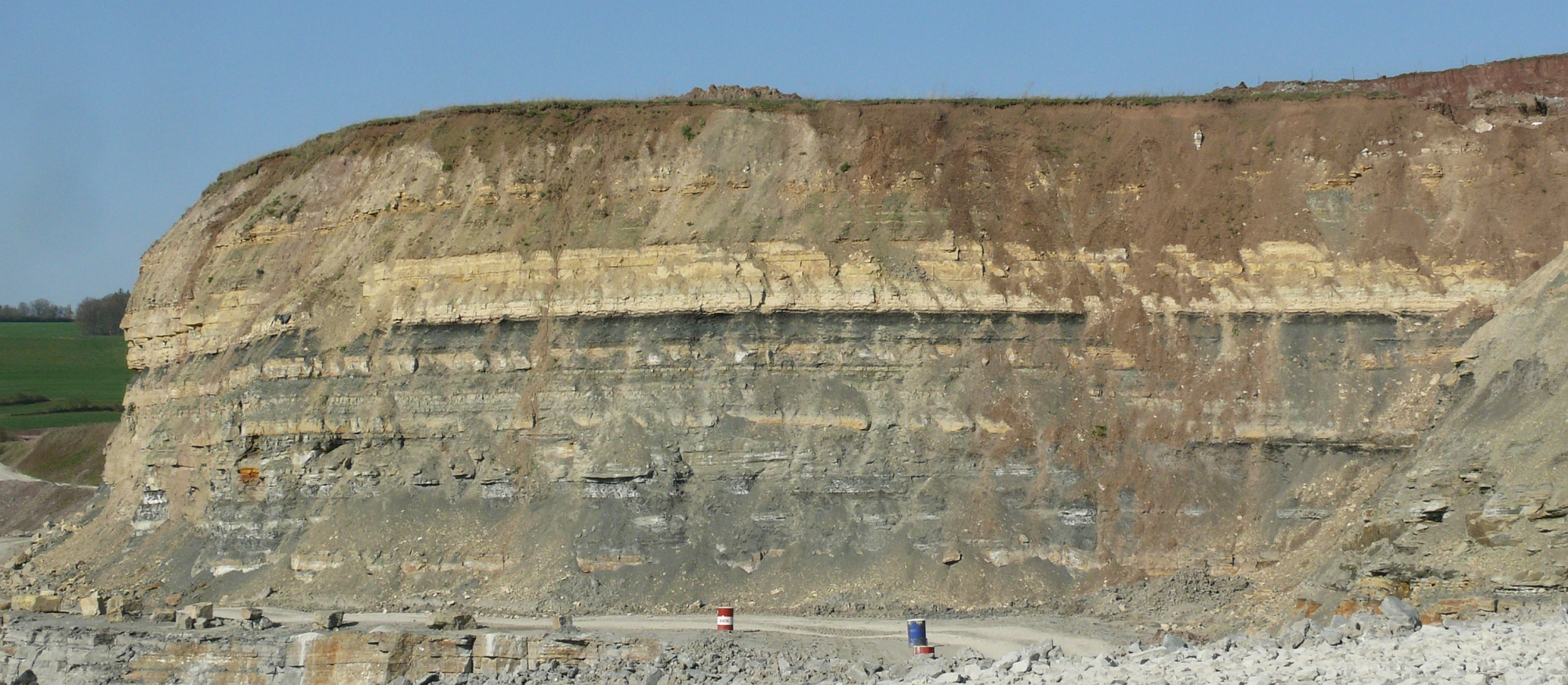
Aufschluss des gesamten Unterkeupers bei Vellberg-Eschenau

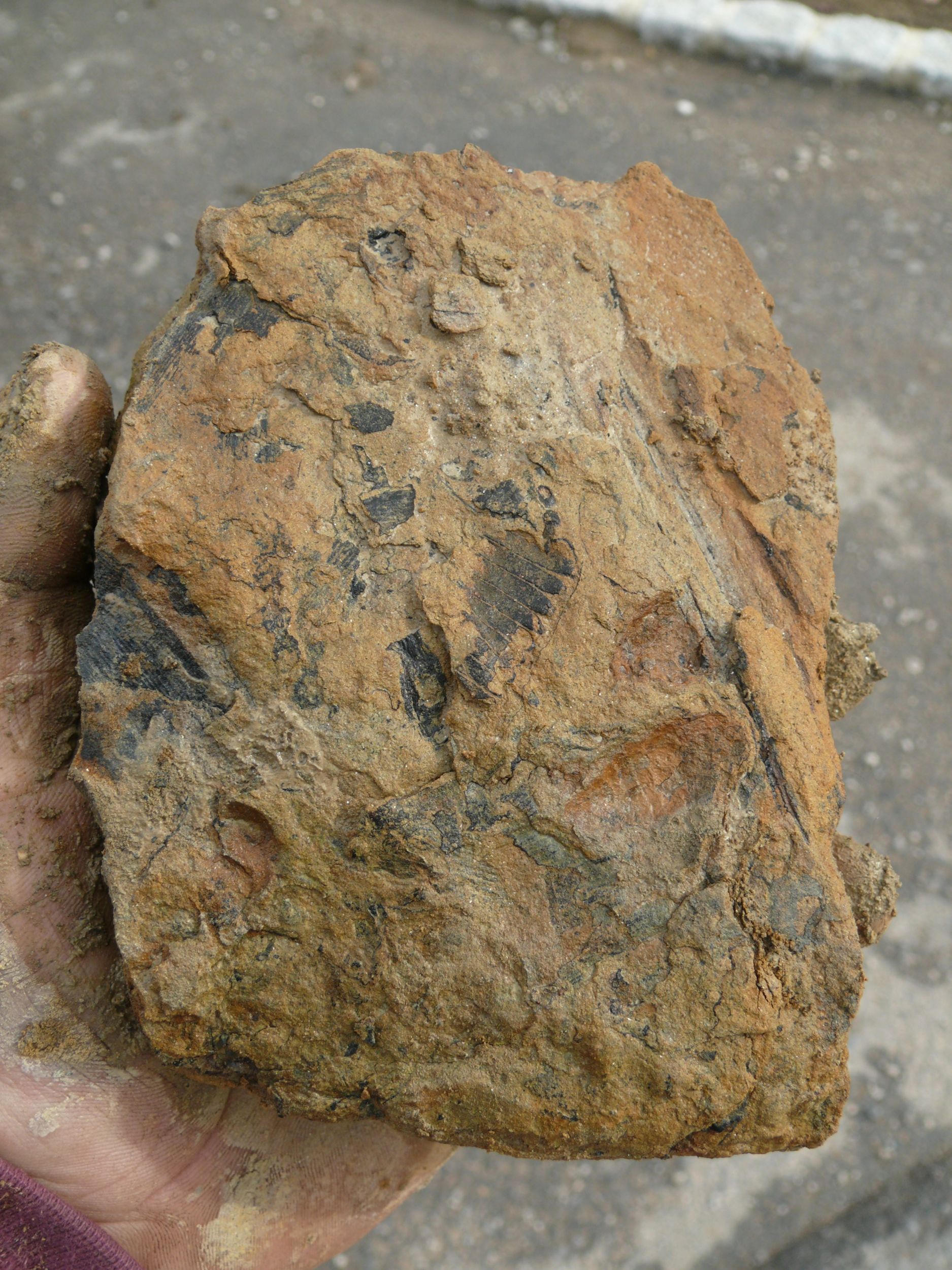
Kohlige Pflanzenreste in Sandstein aus dem unteren Unterkeuper

Die Erfurt-Formation (entspricht in Norddeutschland dem Unterkeuper) ist eine lithostratigraphische Formation des Keupers in der Germanischen Trias. Die lithostratigraphische Einheit wird von der Oberen Muschelkalk-Untergruppe unterlagert und von der Mittleren Keuper-Gruppe überlagert. Die Ablagerungen des Unteren Keupers weisen auf lakustrine Verhältnisse mit gelegentlichen marinen Einflüssen hin.

## Definition
Die Untergrenze der Erfurt-Formation ist in Norddeutschland die Basis des Unteren Lettenkohlensandsteins. In Süddeutschland ist es die Basis des Grenzbonebeds. Es handelt sich um marin beeinflusste Karbonate und Dolomite, lakustrine Kalk- und Tonsteine sowie fluviatile Sandsteine. Die Mächtigkeit beträgt in Norddeutschland durchschnittlich etwa 60 bis 80 Meter, in Grabenzonen werden auch über 100 Meter erreicht. In Süddeutschland variiert die Mächtigkeit von 30 bis 0 Metern an den Beckenrändern zum Vindelizischen Land hin. Die Typlokalität der Erfurt-Formation liegt in Erfurt-Melchendorf (Thüringen). Die Erfurt-Formation wird in die chronostratigraphische Stufe des Ladinium datiert. In der Geochronologie kann dieser Abschnitt etwa mit 235 bis 232,5 Millionen Jahren datiert werden (nach der STD2002).

## Gliederung
Im Norddeutschen Becken ist die Erfurt-Formation die einzige Formation des Unteren Keupers. In Süddeutschland verzahnt sie sich in den Randbereichen zum Vindelizischen Land mit der Grafenwöhr-Formation. Weitere lithostratigraphische Einheiten müssen noch in den westlichen Randbereichen definiert werden. Eine Untergliederung in Subformationen wurde bisher noch nicht vorgeschlagen. In älteren Arbeiten der 1980er Jahre wird eine Untergliederung in zwei oder drei Einheiten vorgenommen, die in Zukunft die Basis für Subformationen sein könnten bzw. als Subformationen uminterpretiert werden könnten. In der Erfurt-Formation können neun Kleinzyklen unterschieden werden.

## Ablagerungsraum
Die Gesteine der Erfurt-Formation wurden in einem weiten und flachen Becken abgelagert. Die Flüsse kamen vom Fennoskandischen Schild und flossen durch Seen und Sümpfe mit Landflächen dazwischen. Hier werden Wurzelböden und Lagen mit Sulfatknollen gefunden, die auf gelegentliches Überfluten und Austrocknen unter ariden Bedingungen hindeuten. Von Südwesten drang das Meer über die Burgundische Pforte gelegentlich in das Becken vor und erreichte im Nordosten die südliche Niederlausitz und im Norden das Osnabrücker Bergland.

## Fossilien
Die Erfurt-Formation enthält zahlreiche Reste von Wirbeltieren (Fische, Amphibien und Sauriern). In den Bonebeds sind es meist nur Knochenreste und Zähne, aber 1977 wurden im oberen Teil des Unteren Keuper bei Kupferzell zahlreiche und vollständige Skelette von Amphibien entdeckt, wie Mastodonsaurus, Gerrothorax, Plagiosuchus und Kupferzellia.